# زیمون رولفس
زیمون رولفس (به آلمانی: Simon Rolfes) بازیکن فوتبال و هافبک اهل آلمان است که از سال ۲۰۰۷ میلادی عضو تیم ملی فوتبال آلمان بوده‌است. وی در ۲۶ بازی ملی حضور داشته‌است و آخرین بازی ملی خود را در سال ۲۰۱۱ میلادی انجام داد. زیمون رولفس در بازی‌های ملی‌اش ۲ گل به ثمر رسانده. وی در سال ۲۰۱۵ ازدنیای فوتبال خداحافظی کرد.